# Raheem Sterling
Pour les articles homonymes, voir Sterling.
Raheem Sterling, né le 8 décembre 1994 à Kingston en Jamaïque, est un footballeur international anglais qui évolue au poste d'attaquant au Chelsea FC.
Il possède également la nationalité jamaïcaine.
Formé aux Queens Park Rangers puis au Liverpool FC, Sterling commence sa carrière avec les Reds en 2011. En juillet 2015, il signe à Manchester City, où il remporte quatre titres de champion d'Angleterre avant de signer à Chelsea en 2022.

## Biographie

### Jeunesse et formation
Après une enfance passée en Jamaïque, où à l'âge de 3 ans, il assiste au meurtre de son père à son domicile, Raheem Sterling arrive en Angleterre à l'âge de sept ans en compagnie de sa mère. C'est alors qu'il se met à jouer au football et rejoint West Ham avant de poursuivre sa formation aux Queens Park Rangers.

### Carrière en club

#### Liverpool (2012-2015)

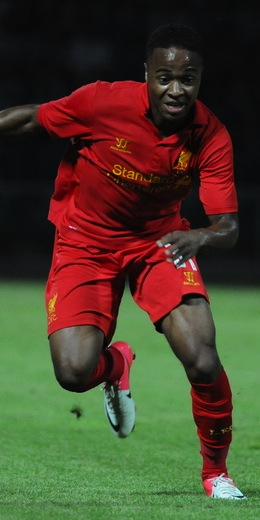
Sterling avec Liverpool en 2012.

Formé aux Queens Park Rangers, Raheem Sterling rejoint l'académie de Liverpool en 2010 pour un montant de 600,000 £ (≈ 725 000 €) . Il y évolue pour l'équipe U21 avant de rejoindre l'équipe première en juillet 2012.
Le 24 mars 2012, il fait ses débuts professionnels en rentrant à la 84e minute de jeu lors de la rencontre comptant pour la 30e journée de Premier League face à Wigan Athletic (défaite 1-2). Le 20 octobre 2012, il rentre à la 83e minute de jeu lors du match opposant Liverpool à Reading (1-0) et marque son premier but en Premier League. Il devient ainsi le deuxième plus jeune buteur du club en championnat, derrière Michael Owen.
Le 21 décembre 2012, il signe une prolongation de contrat, engageant son avenir à Liverpool . Lors de la saison 2012-2013, il prend part à 24 rencontres de  mais n'en joue que 5 en 2013.
Le 27 août 2013, il ouvre son compteur face à Notts County en Coupe de la Ligue. Malgré des difficultés à marquer en championnat, il débloque la situation en décembre contre Norwich City (5-1). Il poursuit dès lors sur sa lancée en trouvant le chemin des filets contre Tottenham et Swansea. En février 2014, il réalise un doublé face à Arsenal lors d'une large victoire 5-1. Sterling marque à nouveau contre Manchester City puis réussit un doublé contre le relégué Norwich. Ses performances convaincantes lui valent d'être nommées au trophée PFA du meilleur jeune joueur de la saison. Pendant la saison 2013-2014, Sterling s'impose définitivement en équipe première en figurant sur la feuille de match de Liverpool lors de chaque journée de Premier League et forme avec Luis Suárez, Daniel Sturridge et Philippe Coutinho un quatuor offensif efficace et prolifique.
Sterling se montre important au début de la saison 2014-2015. En effet, le départ de l'uruguayen Suárez et les blessures à répétitions de Sturridge permettent au jeune ailier de se montrer plus décisif. Le 17 août 2014, lors de la première journée de championnat, Sterling marque face à Southampton et permet aux siens de s'imposer (2-1). Il confirme sa forme en ouvrant le score contre Tottenham (3-0) et est élu « Homme du match » pour sa performance. En septembre, l'Anglais découvre la Ligue des champions durant une victoire 2-1 face aux Bulgares de Ludogorets Razgrad. Le 14 décembre, il fait sa 100e apparition sous le maillot rouge face à Manchester United. Sterling est ensuite auteur d'un doublé face à Bournemouth en Coupe de la Ligue. À la fin du mois, il reçoit le prix Golden Boy 2014. Début janvier 2015, Sterling est écarté du groupe car son entraîneur Brendan Rodgers ne veut pas l'épuiser et profite de ce temps pour se ressourcer dans sa terre natale de Jamaïque. Néanmoins, fin janvier, il ouvre le score contre West Ham (2-0). En février, il marque le second but d'une victoire 3-0 contre Southampton. Le mois d'avril s'avère difficile pour l'ailier malgré son but face à Newcastle, Sterling ayant des problèmes quant à son avenir à Liverpool. Il refuse tout d'abord un contrat d'une valeur de 100 000 £ par semaine avant d'annoncer qu'il ne négocierait aucun nouveau contrat d'ici la fin de la saison. Sa côte auprès des fans baisse considérablement à la suite du refus de renouvellement de contrat du joueur, se faisant notamment huer en recevant le prix du meilleur jeune joueur de l'équipe.

#### Manchester City (2015-2022)
Le 14 juillet 2015, Sterling signe un contrat de cinq ans pour Manchester City. Le montant du transfert s'élève à 62,5 M €, et Sterling devient ainsi le joueur anglais le plus cher de l'histoire et également le plus gros transfert entrant réalisé par Manchester City. Il portera le numéro 7.
Le 29 août 2015, il inscrit son premier but en championnat avec Manchester City contre Watford (2-0). Le 17 octobre 2015, il inscrit le premier triplé de sa carrière contre Bournemouth en championnat (victoire 5-1).
Le 2 janvier 2018, Sterling signe le but le plus rapide de la saison en championnat contre Watford après avoir ouvert le score en un peu plus de trente secondes.
Il réalise une très bonne saison 2018-2019, en inscrivant à ce jour 17 buts en Premier League et 5 buts en Ligue des champions. Il est ainsi nommé pour le titre de Meilleur joueur de la Premier League cette année, avec Sadio Mané, Eden Hazard, Virgil van Dijk, Leroy Sané et Bernardo Silva.
Lors de la saison 2020-2021 il ne fait plus partie du 11 type de Pep Guardiola en présence de Riyad Mahrez et de Phil Foden. Il est très critiqué en raisons de ses ratés répétitifs. Il remporte la Premier league et va en finale de Ligue des champions, où Manchester City est battu par Chelsea FC.

#### Chelsea FC (2022-)
Ardemment voulu par Thomas Tuchel, Sterling quitte Manchester City après 7 saisons pour rejoindre Chelsea en juillet 2022 contre une indemnité d'environ 56 millions d'euros.

##### Arsenal FC (2024-2025)
Le 31 août 2024, Sterling part à Arsenal en prêt de Chelsea sans option d'achat.
Il marque son premier but contre le Bolton Football Club le 25 septembre 2024 à l'occasion du 3e tour de la Carabao Cup (victoire 5-1).

### Carrière internationale

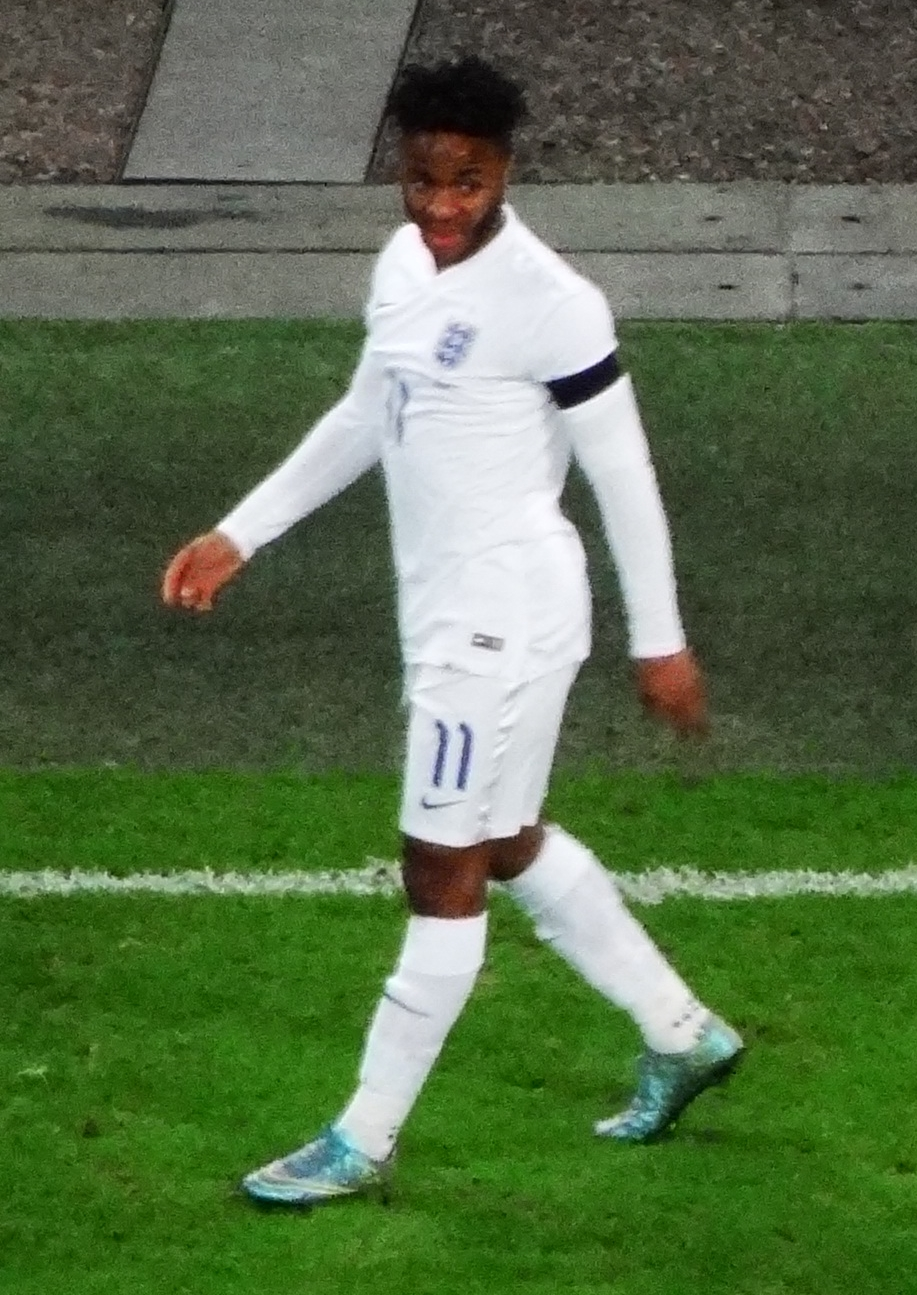
Sterling sous le maillot de l'Angleterre en novembre 2015.

Le 10 septembre 2012, le sélectionneur anglais Roy Hodgson convoque Sterling ainsi que Jake Livermore et Adam Lallana pour pallier les différentes blessures qui touchent alors l'équipe d'Angleterre en vue du match comptant pour les éliminatoires de la Coupe du monde 2014 face à l'Ukraine. Il n'entre cependant pas en jeu et les Anglais ne parviennent pas à s'imposer (1-1) Un mois plus tard, il fait ses débuts en équipe d'Angleterre espoirs face à la Serbie (défaite 1-0).
Le 14 novembre 2012, Sterling honore sa première sélection en équipe d'Angleterre en étant titularisé lors d'un match amical face à la Suède (défaite 4-2).
Le 5 mars 2014, Sterling reçoit une deuxième sélection en équipe d'Angleterre. Il est titularisé aux côtés de ses coéquipiers en club, Daniel Sturridge, Steven Gerrard, et Jordan Henderson, lors d'un match amical face au Danemark (victoire 1-0). Il est sélectionné par Roy Hodgson pour faire partie de l'effectif anglais pour la Coupe du monde 2014 au Brésil. Titulaire à deux reprises face à l'Italie (1-2) et l'Uruguay (1-2) mais remplaçant au coup d'envoi face au Costa Rica (0-0), il ne peut empêcher son équipe de se voir éliminer dès la phase de groupe.
Le 27 mars 2015, il inscrit son premier but en sélection face à la Lituanie.
Sterling est retenu par l'entraineur Gareth Southgate pour participer à la Coupe du monde 2018. Néanmoins, après avoir montré un tatouage d'un fusil d'assaut sur sa jambe, Sterling sera la cible de nombreuses critiques de supporters et de la presse, certains revendiquant son retrait de la liste des 23 joueurs sélectionnés. Cependant ces critiques ne seront entendues ni par Gareth Southgate ni par la Fédération anglaise qui lui apporteront leur support pour sa participation à la Coupe du Monde.
Le 22 mars 2019, Sterling réalise son premier triplé pour les Three Lions lors d'une victoire 5-0 contre la Tchéquie en éliminatoires de l'Euro 2020. Cette performance lui permet de quasiment doubler son nombre de buts en sélection. Lors de son second but, Sterling célèbre en soulevant son maillot, révélant un T-shirt à la mémoire de Damary Dawkins, un jeune footballeur récemment décédé d'une leucémie. Malgré le fait que le geste soit salué par la presse, Sterling risque une sanction de l'UEFA qui interdit aux joueurs d'afficher des sous-vêtements contenant quelconques messages. Trois jours plus tard, Sterling marque à nouveau, cette fois contre le Monténégro pour un large succès 5-1. Il est victime de cris racistes de la part de supporters monténégrins.
Deux ans plus tard, il est convoqué pour disputer l'Euro 2020, compétition dans laquelle il va inscrire trois buts. Il inscrit les deux buts des Three Lions au premier tour face à la Croatie puis face à la Tchéquie et récidive en 1/8e de finale à l'Allemagne.
Le 10 novembre 2022, il est sélectionné par Gareth Southgate pour participer à la Coupe du monde 2022. Il marque un but et signe une passe décisive lors du premier match de sa sélection face à l'Iran (victoire 6-2). L'Angleterre termine première de son groupe et affronte le Sénégal en huitièmes de finale. Toutefois, il est contraint de déclarer forfait pour ce match et de rentrer à Londres, à la suite d'un violent cambriolage réalisé chez lui par plusieurs « hommes armés » et en présence de sa famille. Il est de retour pour le quart de finale face au champion du monde sortant, l'équipe de France. Il rentre à dix minutes de la fin du match à la place de Bukayo Saka, mais ne peut éviter la défaite de sa sélection (1-2).

## Style de jeu
Sterling est un joueur polyvalent capable de jouer comme ailier, milieu offensif ou attaquant, bien qu'il soit plus à l'aise dans le rôle d'ailier,,. Il est reconnu pour son adaptabilité et sa capacité à jouer aussi bien sur les côtés qu'au sommet d'un losange au milieu de terrain, ou encore en position centrale, offrant ainsi une grande flexibilité tactique[réf. souhaitée]. Sterling est souvent salué pour sa vitesse, son faible centre de gravité, et ses talents de dribbleur, qualités qui lui ont valu d'être comparé à Alexis Sánchez par son ancien entraîneur Brendan Rodgers. Ce dernier a également souligné qu'il constitue une « véritable menace » grâce à l'utilisation judicieuse de sa vitesse, alliée à un grand sang-froid et à une maturité certaine. Malgré sa petite taille, Sterling dispose d'une force notable dans le haut du corps, ce qui l'aide à résister aux duels et à conserver la possession du ballon.
En novembre 2014, l'ancien milieu de terrain du FC Barcelone, Xavi, a affirmé que Raheem Sterling avait le niveau pour jouer au sein du club de la Liga, saluant ses qualités physiques et techniques. En avril 2015, le chroniqueur de BBC Sport, Phil McNulty, a décrit Sterling comme un joueur « très talentueux avec le potentiel d'être exceptionnel », tout en le qualifiant de « travail en cours » en raison de ses performances parfois irrégulières. Il a également noté que Sterling possédait « une vitesse naturelle qui pousse même les meilleures défenses à reculer.

## Statistiques

### Statistiques détaillées
| Saison                | Club                  | Championnat           | Championnat | Championnat | Championnat | Coupe nationale | Coupe nationale | Coupe nationale | Coupe de la Ligue | Coupe de la Ligue | Coupe de la Ligue | Supercoupe | Supercoupe | Supercoupe | Compétition(s) continentale(s) | Compétition(s) continentale(s) | Compétition(s) continentale(s) | Compétition(s) continentale(s) | Angleterre | Angleterre | Angleterre | Total | Total | Total |
| Saison                | Club                  | Division              | M.          | B.          | P.d.        | M.              | B.              | P.d.            | M.                | B.                | P.d.              | M.         | B.         | P.d.       | Comp.                          | M.                             | B.                             | P.d.                           | M.         | B.         | P.d.       | M.    | B.    | P.d.  |
| 2011-2012             | Liverpool FC          | Premier League        | 3           | 0           | 0           | -               | -               | -               | -                 | -                 | -                 | -          | -          | -          | -                              | -                              | -                              | -                              | -          | -          | -          | 3     | 0     | 0     |
| 2012-2013             | Liverpool FC          | Premier League        | 24          | 2           | 2           | 1               | 0               | 0               | 1                 | 0                 | 0                 | -          | -          | -          | C3                             | 10                             | 0                              | 0                              | 1          | 0          | 0          | 37    | 2     | 2     |
| 2013-2014             | Liverpool FC          | Premier League        | 33          | 9           | 5           | 3               | 0               | 2               | 2                 | 1                 | 0                 | -          | -          | -          | -                              | -                              | -                              | -                              | 6          | 0          | 0          | 44    | 10    | 7     |
| 2014-2015             | Liverpool FC          | Premier League        | 35          | 7           | 7           | 5               | 1               | 1               | 4                 | 3                 | 0                 | -          | -          | -          | C1+C3                          | 6+2                            | 0                              | 1+0                            | 9          | 1          | 3          | 61    | 12    | 12    |
| Sous-total            | Sous-total            | Sous-total            | 95          | 18          | 14          | 9               | 1               | 3               | 7                 | 4                 | 0                 | 0          | 0          | 0          | -                              | 18                             | 0                              | 1                              | 16         | 1          | 3          | 145   | 24    | 21    |
| 2015-2016             | Manchester City       | Premier League        | 31          | 6           | 2           | 2               | 1               | 1               | 4                 | 1                 | 4                 | -          | -          | -          | C1                             | 10                             | 3                              | 2                              | 10         | 1          | 4          | 57    | 12    | 13    |
| 2016-2017             | Manchester City       | Premier League        | 33          | 7           | 10          | 5               | 1               | 4               | 1                 | 0                 | 0                 | -          | -          | -          | C1                             | 8                              | 2                              | 6                              | 6          | 0          | 2          | 53    | 10    | 22    |
| 2017-2018             | Manchester City       | Premier League        | 33          | 18          | 15          | 2               | 1               | 0               | 3                 | 0                 | 1                 | -          | -          | -          | C1                             | 8                              | 4                              | 1                              | 12         | 0          | 1          | 58    | 23    | 18    |
| 2018-2019             | Manchester City       | Premier League        | 34          | 17          | 11          | 4               | 3               | 2               | 3                 | 0                 | 1                 | 0          | 0          | 0          | C1                             | 10                             | 5                              | 3                              | 7          | 6          | 1          | 58    | 31    | 18    |
| 2019-2020             | Manchester City       | Premier League        | 33          | 20          | 4           | 4               | 1               | 0               | 5                 | 3                 | 1                 | 1          | 1          | 0          | C1                             | 9                              | 6                              | 5                              | 5          | 4          | 4          | 57    | 35    | 14    |
| 2020-2021             | Manchester City       | Premier League        | 29          | 10          | 8           | 3               | 1               | 0               | 4                 | 2                 | 1                 | -          | -          | -          | C1                             | 11                             | 1                              | 3                              | 11         | 4          | 0          | 58    | 18    | 12    |
| 2021-2022             | Manchester City       | Premier League        | 30          | 13          | 6           | 3               | 1               | 0               | 2                 | 0                 | 1                 | 0          | 0          | 0          | C1                             | 12                             | 3                              | 2                              | 9          | 2          | 3          | 56    | 19    | 12    |
| Sous-total            | Sous-total            | Sous-total            | 222         | 88          | 46          | 23              | 9               | 9               | 22                | 6                 | 8                 | 1          | 1          | 0          | -                              | 68                             | 24                             | 21                             | 61         | 18         | 15         | 397   | 146   | 99    |
| 2022-2023             | Chelsea FC            | Premier League        | 27          | 6           | 3           | -               | -               | -               | 1                 | 0                 | 0                 | -          | -          | -          | C1                             | 9                              | 3                              | 1                              | 5          | 1          | 1          | 42    | 10    | 5     |
| 2023-2024             | Chelsea FC            | Premier League        | 32          | 9           | 4           | 6               | 1               | 3               | 6                 | 1                 | 1                 | -          | -          | -          | -                              | -                              | -                              | -                              | -          | -          | -          | 44    | 11    | 8     |
| Sous-total            | Sous-total            | Sous-total            | 58          | 14          | 7           | 6               | 1               | 3               | 7                 | 1                 | 1                 | 0          | 0          | 0          | -                              | 9                              | 3                              | 1                              | 5          | 1          | 1          | 85    | 20    | 13    |
| 2024-2025             | Arsenal FC (prêt)     | Premier League        | 17          | 0           | 2           | 1               | 0               | 0               | 4                 | 1                 | 1                 | -          | -          | -          | C1                             | 6                              | 0                              | 2                              | 0          | 0          | 0          | 28    | 1     | 5     |
| Sous-total            | Sous-total            | Sous-total            | 17          | 0           | 2           | 1               | 0               | 0               | 4                 | 1                 | 1                 | 0          | 0          | 0          | -                              | 6                              | 0                              | 0                              | 0          | 0          | 0          | 28    | 1     | 3     |
| Total sur la carrière | Total sur la carrière | Total sur la carrière | 392         | 120         | 67          | 39              | 11              | 13              | 40                | 12                | 10                | 1          | 1          | 0          | -                              | 101                            | 27                             | 18                             | 82         | 20         | 19         | 655   | 191   | 127   |

### Buts internationaux
| 0  | Date              | Lieu                                           | Adversaire    | Score | Résultats | Compétitions                      |
| -- | ----------------- | ---------------------------------------------- | ------------- | ----- | --------- | --------------------------------- |
| 1  | 27 mars 2015      | Stade de Wembley, Londres, Angleterre          | Lituanie      | 3-0   | 4-0       | Éliminatoires Euro 2016           |
| 2  | 9 octobre 2015    | Stade de Wembley, Londres, Angleterre          | Estonie       | 2-0   | 2-0       | Éliminatoires Euro 2016           |
| 3  | 15 octobre 2018   | Stade Benito-Villamarín, Séville, Espagne      | Espagne       | 0-1   | 2-3       | Ligue des nations 2018-2019       |
| 4  | 15 octobre 2018   | Stade Benito-Villamarín, Séville, Espagne      | Espagne       | 0-3   | 2-3       | Ligue des nations 2018-2019       |
| 5  | 22 mars 2019      | Stade de Wembley, Londres, Angleterre          | Tchéquie      | 1-0   | 5-0       | Éliminatoires Euro 2020           |
| 6  | 22 mars 2019      | Stade de Wembley, Londres, Angleterre          | Tchéquie      | 3-0   | 5-0       | Éliminatoires Euro 2020           |
| 7  | 22 mars 2019      | Stade de Wembley, Londres, Angleterre          | Tchéquie      | 4-0   | 5-0       | Éliminatoires Euro 2020           |
| 8  | 25 mars 2019      | Podgorica City Stadium, Podgorica, Monténégro  | Monténégro    | 1-5   | 1-5       | Éliminatoires Euro 2020           |
| 9  | 7 septembre 2019  | Stade de Wembley, Londres, Angleterre          | Bulgarie      | 3-0   | 4-0       | Éliminatoires Euro 2020           |
| 10 | 10 septembre 2019 | St Mary's Stadium, Southampton, Angleterre     | Kosovo        | 1-1   | 5-3       | Éliminatoires Euro 2020           |
| 11 | 14 octobre 2019   | Vasil Levski National Stadium, Sofia, Bulgarie | Bulgarie      | 0-4   | 0-6       | Éliminatoires Euro 2020           |
| 12 | 14 octobre 2019   | Vasil Levski National Stadium, Sofia, Bulgarie | Bulgarie      | 0-5   | 0-6       | Éliminatoires Euro 2020           |
| 13 | 5 septembre 2020  | Laugardalsvöllur, Reykjavik, Islande           | Islande       | 0-1   | 0-1       | Ligue des nations 2020-2021       |
| 14 | 25 mars 2021      | Stade de Wembley, Londres, Angleterre          | Saint-Marin   | 3-0   | 5-0       | Eliminatoires Coupe du monde 2022 |
| 15 | 14 juin 2021      | Stade de Wembley, Londres, Angleterre          | Croatie       | 1-0   | 1-0       | Euro 2020                         |
| 16 | 22 juin 2021      | Stade de Wembley, Londres, Angleterre          | Tchéquie      | 1-0   | 1-0       | Euro 2020                         |
| 17 | 29 juin 2021      | Stade de Wembley, Londres, Angleterre          | Allemagne     | 1-0   | 2-0       | Euro 2020                         |
| 18 | 2 septembre 2021  | Stade Ferenc-Puskás, Budapest, Hongrie         | Hongrie       | 0-1   | 0-4       | Eliminatoires Coupe du monde 2022 |
| 19 | 29 mars 2022      | Stade de Wembley, Londres, Angleterre          | Côte d'Ivoire | 2-0   | 3-0       | Match amical                      |
| 20 | 21 novembre 2022  | Stade international de Khalifa, Doha, Qatar    | Iran          | 3-0   | 6-2       | Coupe du monde 2022               |

## Palmarès

### En club
| Liverpool                                           | Manchester City (11) |
| --------------------------------------------------- | --- |
| - Championnat d'Angleterre : - Vice-champion : 2014 | - Championnat d'Angleterre (4) : - Champion : 2018, 2019, 2021 et 2022 - Vice-champion : 2020 - Coupe d'Angleterre (1) - Vainqueur : 2019 - Coupe de la Ligue (5) - Vainqueur : 2016, 2018, 2019, 2020 et 2021 - Community Shield (1) - Vainqueur : 2019 - Finaliste : 2021 - Ligue des champions - Finaliste : 2021 |

### En sélection nationale
Angleterre
- Championnat d'Europe :
  - Finaliste : 2021.

### Récompenses individuelles
| - Élu jeune joueur de l'année de Liverpool lors des saisons 2013-2014 et 2014-2015 - Élu Golden Boy du meilleur jeune joueur européen en 2014 - Élu Joueur du mois d'août en Premier League en 2016 - Élu Joueur du mois de novembre en Premier League en 2018 - Élu joueur de l'année FWA : Saison 2018-2019, | - Élu jeune joueur de Premier League en 2019 - Membre de l'équipe type de Premier League en 2019 - Membre de l'équipe type de la Ligue des champions en 2019 et 2020 - Membre de l’équipe type de l’Euro 2020 |